# 軟體組成分析
軟體組成分析（英語：Software composition analysis；簡稱SCA）是針對軟體的分析，偵測是否有使用開放原始碼（open source）組件，軟體組件是否是最新版本，是否有會影響安全的缺陷，或是其中有需要授權（licensing）才能合法使用的組件。
SCA產品的運作方式如下：
- 應用程式會掃描程式碼，及編譯軟體會用到的相關檔案。
- 應用程式會識別開源組件以及其版本，會在掃描的應用程式目錄中建立資料庫，其中有開源軟體的列表。
- 接下來會將列表和另一個儲存組件已知安全漏洞、授權需求以及組件歷史版本的資料庫比對[3]，在偵測安全漏洞時，會和公共漏洞和暴露（CVE）比對，此資料庫也是美國國家漏洞資料庫（英语：National Vulnerability Database）（NVD）追蹤的資料。有些軟體有額外的專屬漏洞資料庫。在確認智慧財產權（IP）或是法規合規（ Legal Compliance）議題時，SCA產品會搜尋開源組件的授權資訊，並且加以評估[4]。有些組件是源自常用的開源存儲庫（像是GitHub、Maven、PyPI、NuGet等），會用開源存儲庫識別出這些組件以及其版本。
- 會用上述分析結果，轉換為不同的數位格式讓終端使用者使用。其內容和格式依SCA產品而定，可能會包括評估及處理風險的指南，若是有正常版或是較寬鬆版Copyleft授權的需求，也會有建議作法。輸出也會包括軟體材料表（SBOM），其中會列出應用程式中的所有組件、版本及相關資訊，其中也會包括開源組件[5]。

## 開放原始碼模組以及其風險
在軟體開發過程中，常會使用不同的組件來進行開發。使用软件组件可以將複雜的較大組件分割成較小的程式碼，增加靈活性，以後也可以配合新的需求而復用（reuse）這些組件。在1990年代末，開放原始碼軟體（OSS）開始流行，此作法應用得更廣，也可以加速軟體開發時程，縮短產品上市時間
不過，使用開源軟體也為應用程式引入了風險，風險可以分為以下五類：
- 開源軟體版本控制：導入新版本時，可能會有軟體變更造成的風險。
- 安全性：組件漏洞的風險（CVE）。
- 授權：智慧財產（IP）法律要求的風險。
- 開發：已有代碼以及開源軟體之間的相容性風險。
- 支持：文件化（documentation）不足或是軟體組件過期（英语：Obsolescence）的風險。

在开放源代码促进会在1998年2月建立之後不久，也有人注意到開源軟體相關的風險，各組織就試著用試算表以及文件來追蹤開發者所使用的開源組件，設法進行管理。
對於密集使用開源組件的組織，需要自動化開源風險的分析及管理。因此產生了幫助組織管理開源風險的軟體，稱為軟體組成分析（Software Composition Analysis, SCA）。SCA設法偵測軟體應用程式中有的所有第三方組件，減少相關安全漏洞、IP授權需求、及軟體過期的相關風險。

## 用法
組織中的不同部門裡，SCA會有不同的用途。依組織的大小以及結構不同，會使用SCA的部門也會不同。IT部門會用SCA，和共同利害相關者（包括資訊長CIO、技術長CTO以及主企業架構師 Chief Enterprise Architects）來實現及運作相關技術。安全和授權的資料會讓資安長（Chief Information Security Officers, CISO）確定安全風險，由Chief IP officer或首席合規官（Chief Compliance officer）處理智慧財產權的風險。
有些SCA產品可以和開發產品時會使用的整合開發環境（IDE）整合，也有些SCA產品會是軟體品質控制流程中的一個步驟
SCA產品（特別是其產生軟體材料表的能力）在一些國家（例如美國）是必要的，若要販售軟體給美國政府，軟體供應商，需要提供軟體材料表。
另一個使用SCA的情境是在技術的盡責查證。在開始併購（M&A）流程前，需由獨立諮詢公司審核目標團隊軟體相關的風險。

## SCA的優點
SCA產品自動化的特點是其主要優點。開發者使用及整理開源組件時，不需另外花費心力整理資料。

## SCA的缺點
目前SCA的產品有以下的缺點：
- 複雜及費心力的配置，可能需要花幾個月才能完全正常運作[19]
- 每一個SCA產品都有其專屬的開源組件資料庫，在大小以及覆蓋率上有很大的差異[20]
- 會把漏洞資料限制在只在NVD上公開報告的資料（可能是在發現漏洞後數個月才會公開報告）[21]
- 在依照SCA報告所採取的行動上，沒有自動化的指南[22]
- 在開源軟體授權的法律要求上，沒有對應的指引[23]

## 外部連結
- GSS資安電子報0181期【 SAST vs. SCA: 這就像蘋果與橘子的比較】 （页面存档备份，存于）